# マスタードガス
マスタードガス（Mustard gas）は、化学兵器のひとつでびらん剤である2,2'-硫化ジクロロジエチル（2,2'-Dichloro Diethyl Sulfide）という化合物を主成分とする。びらん剤（皮膚をただれさせる薬品）に分類される。硫黄を含むことから、サルファマスタード（Sulfur mustard gas）とも呼ばれる。毒ガス史上1番多くの命を奪ったことから化学兵器の王様とも呼ばれている。

## 概要
主にチオジグリコールを塩素化することによって製造される。また、二塩化硫黄とエチレンの反応によっても生成される。
純粋なマスタードガスは、常温で無色・無臭であり、粘着性の液体である。不純物を含むマスタードガスは、マスタード（洋からし）、ニンニクもしくはホースラディッシュ（セイヨウワサビ）に似た臭気を持ち、これが名前の由来である。他にも、皮膚につくと傷口にマスタードをすりこまれるぐらいの痛さという説もある。第一次世界大戦のイープル戦線で初めて使われたため、イペリット（Yperite）とも呼ばれる。また、不純物が多いときに呈する黄色や黄土色がマスタードに似ていたという説もある。
実戦での特徴的な点として、残留性および浸透性が高いことが挙げられる。特にゴムを浸透することが特徴的で、ゴム引き布を用いた防護衣では十分な防御が不可能である。またマスクも対応品が必要である。気化したものは空気よりもかなり重く、低所に停滞する。 
マスタードガスは遅効性であり、被害を受けても気づくのが遅れる。皮膚以外にも消化管や、造血器に障害を起こすことが知られていた。この造血器に対する作用を応用し、マスタードガスの誘導体であるナイトロジェンマスタードは抗がん剤（悪性リンパ腫に対して）として使用される。
ナイトロジェンマスタードの抗がん剤としての研究は、第二次世界大戦中にアメリカ合衆国で行われていた。しかし、化学兵器の研究自体が軍事機密であったことから、戦争終結後の1946年まで公表されなかった。一説には、この研究は試作品のナイトロジェンマスタードを用いた人体実験の際、白血病改善の著効があったためという。
マスタードガスの使用は、ジュネーヴ議定書および化学兵器禁止条約(CWC)により、国際法で明確に禁止されている。

## 人体への作用
マスタードガスは人体を構成する蛋白質やDNAに対して強く作用することが知られており、蛋白質やDNAの窒素と反応し（アルキル化反応）、その構造を変性させたり、DNAのアルキル化により遺伝子を傷つけたりすることで毒性を発揮する。このため、皮膚や粘膜などを冒すほか、細胞分裂の阻害を引き起こし、さらに発ガンに関連する遺伝子を傷つければガンを発症する恐れがあり、発癌性を持つ。また、抗がん剤と同様の作用機序であるため、造血器や腸粘膜にも影響が出やすい。
人体への影響は非常に長く続く。イラン・イラク戦争でマスタード・ガスの被害に遭った民間人は、30年以上経過してもなお後遺症に悩まされている。

## 歴史
- 1859年、ドイツの化学者アルベルト・ニーマン（ドイツ語版）により初めて合成。彼は皮膚への毒性を報告するが、2年後に中毒が原因と思われる肺疾患により死去。翌1860年にはイギリスのフレデリック・ガスリー（英語版）も合成して毒性を報告している。
- 1886年、ドイツの研究者ヴィクトル・マイヤーが農薬開発の過程で合成法を完成。彼はその毒性に手こずり、実験を放棄。
- 1917年7月12日、第一次世界大戦中にドイツ軍がカナダ軍に対して実戦で初めて使用し、約3500人の中毒者のうち89人が死亡。その後、同盟国・連合国の両陣営が実戦使用した。大戦中のドイツ・フランス・イギリス・アメリカの4ヶ国での生産量は計1万1千tに及んだ。
- 1943年12月、イタリア南部のバーリ港にて、アメリカの貨物船「ジョン・ハーヴェイ号」がドイツ空軍の爆撃を受け、大量のマスタードガスが流出し、アメリカ軍兵士と一般市民617名が負傷、83名が死亡した（ジョン・ハーヴェイ号事件）。
- 旧日本陸軍は「きい剤」の名称で、マスタード-ルイサイトを保有し、主に日中戦争で使用していたと見られている[4]。
- 1990年、東京の製薬会社研究所に勤める男がマスタードガスを密造し、交際相手のマンションや実家の門扉の取っ手、郵便受けなどに塗りつけて家族に火傷を負わせるという事件が発生[5]。これは日本国内での化学兵器の初使用例であり、この際の教訓から警視庁の科学捜査研究所は化学兵器を自動識別できるガスクロマトグラフ質量分析装置を導入、1995年の地下鉄サリン事件の際の原因物質の特定に活用された[5]。
- 2002年9月25日、神奈川県寒川町の旧相模海軍工廠跡地の工事現場でマスタードガスが入ったガラス瓶が発見される[6]。
- 2008年4月、浦添市内の建設現場で沖縄戦当時のアメリカ軍の不発弾76発が見つかった。そのうち、22発は1943年製のＭ57迫撃砲弾で、マスタードガスが入った化学弾だと見られている[7]。
- イラン・イラク戦争当時、イラク軍はイラン軍および自国のクルド人に対し、マスタードガス、サリン、タブンを使用したと言われる（ただし異説あり）。このうちクルド人に対して行なわれたものを、事件の起こった町の名を取って「ハラブジャ事件」と呼ぶ。詳細は同ハラブジャ事件の項を参照。

## その他
フラットウッズ・モンスターの目撃者の症状がこのマスタードガスを浴びた際の症状に似ているという。